# Grand Eldorado
De Grand Eldorado is een Brusselse art deco filmzaal die sinds 1992 deel uitmaakt van het UGC-complex op het De Brouckèreplein 38.

## Geschiedenis
Sinds 1906 is er een bioscoop gevestigd in de voormalige woningen op het de Brouckèreplein nummer 36 in Brussel. Voor de eerste zaal, Cinéma Américain, werden de ramen van de oude huizen gedicht en de bestaande deuren werden nooduitgangen. In 1915 werd de Cinéma Américain omgedoopt tot de Cinéma des Princes.
In 1931 gaf Charles Marland, eigenaar van de nabijgelegen Cinéma de la Monnaie en Victoria Palace, architect Marcel Chabot de opdracht een nieuwe zaal te bouwen.
De nieuwe, met exotische taferelen versierde art-decozaal werd op 6 juli 1933 onder de naam Eldorado ingehuldigd met de vertoning van de film Les ailes brisées van André Berthomieu in aanwezigheid van Koning Albert I, burgemeester Adolphe Max en andere hooggeplaatsten. Met haar 2705 zitplaatsen zou de Eldorado wedijveren met de in de Nieuwstraat gelegen cinema Métropole die 3000 plaatsen telde.
Tussen 1974 en 1978 breidde de Eldorado zich uit. De aanpalende bioscoop Scala werd ingelijfd en de grote zaal met haar twee balkons werd opgedeeld in acht bioscoopzalen.
Om financiële redenen sloot de Eldorado definitief op 8 januari 1991.
Na een jaar renovatiewerken opende opvolger UGC De Brouckère opnieuw de deuren in 1992. In zaal 7, bijgenaamd Grand Eldorado, is de gerestaureerde decoratie van de vroegere cinema Eldorado te bezichtigen. In deze monumentale zaal worden commerciële films en avant-premières vertoond en matinees voor scholen georganiseerd. Ze wordt eveneens verhuurd voor evenementen.
Sinds 28 april 1994 is de vroegere grote zaal in haar geheel beschermd als monument.

## Decoratie
Grote vergulde reliëfs versieren de wanden van de zaal van onder tot boven. Zij werden ontworpen door beeldhouwers Wolf en Van Neste en tonen taferelen met palm- en bananenbomen, olifanten, rubberplanten, antilopen en Kongolese dorpelingen bij hun dagelijkse bezigheden. Wellicht diende een reliëf van Alfred Janniot op de gevel van het Musée des Colonies op de koloniale tentoonstelling van Parijs in 1931 als inspiratiebron. Het plafond wordt gesierd door een grote gouden zon.

## Foto's

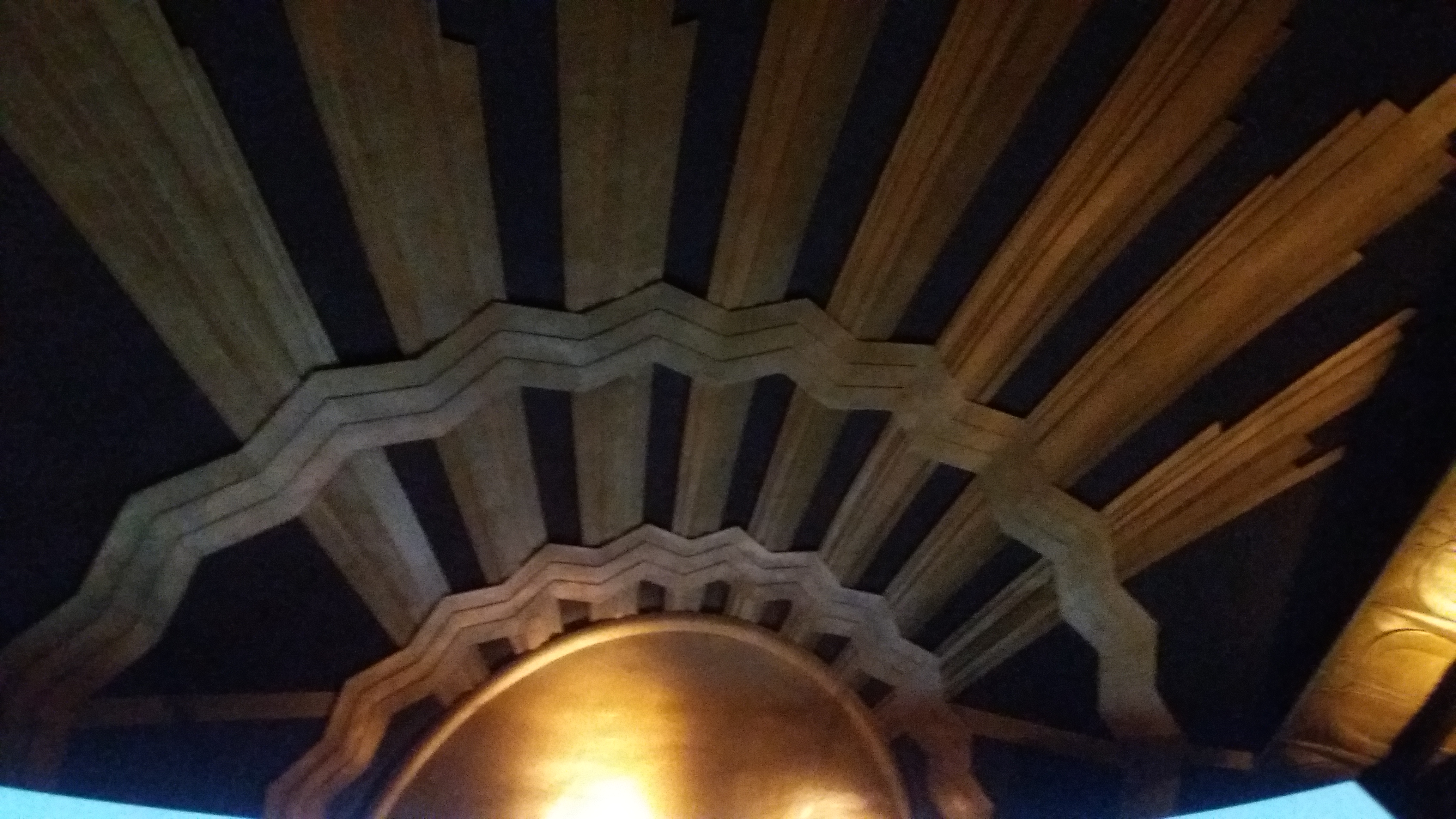
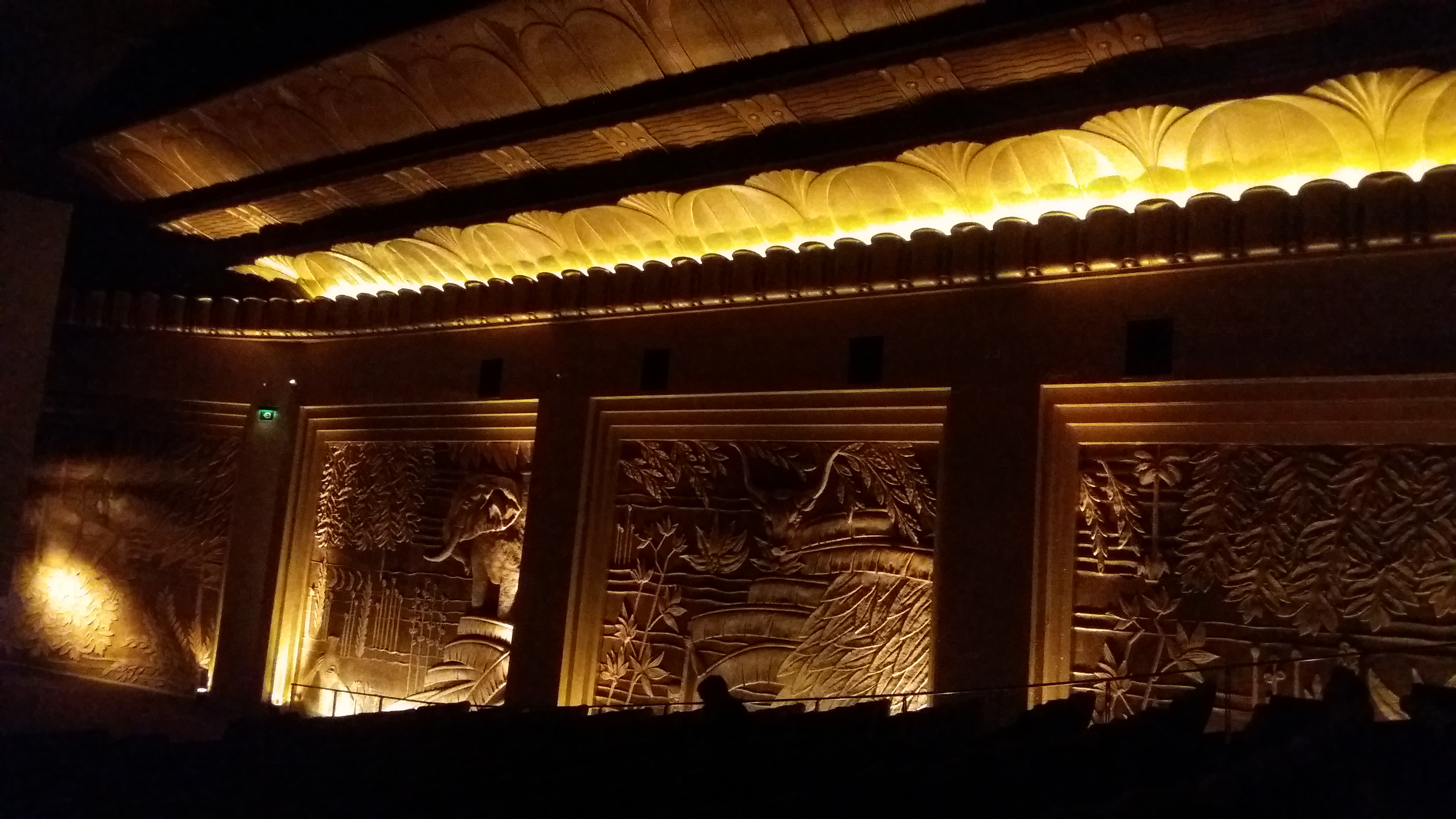
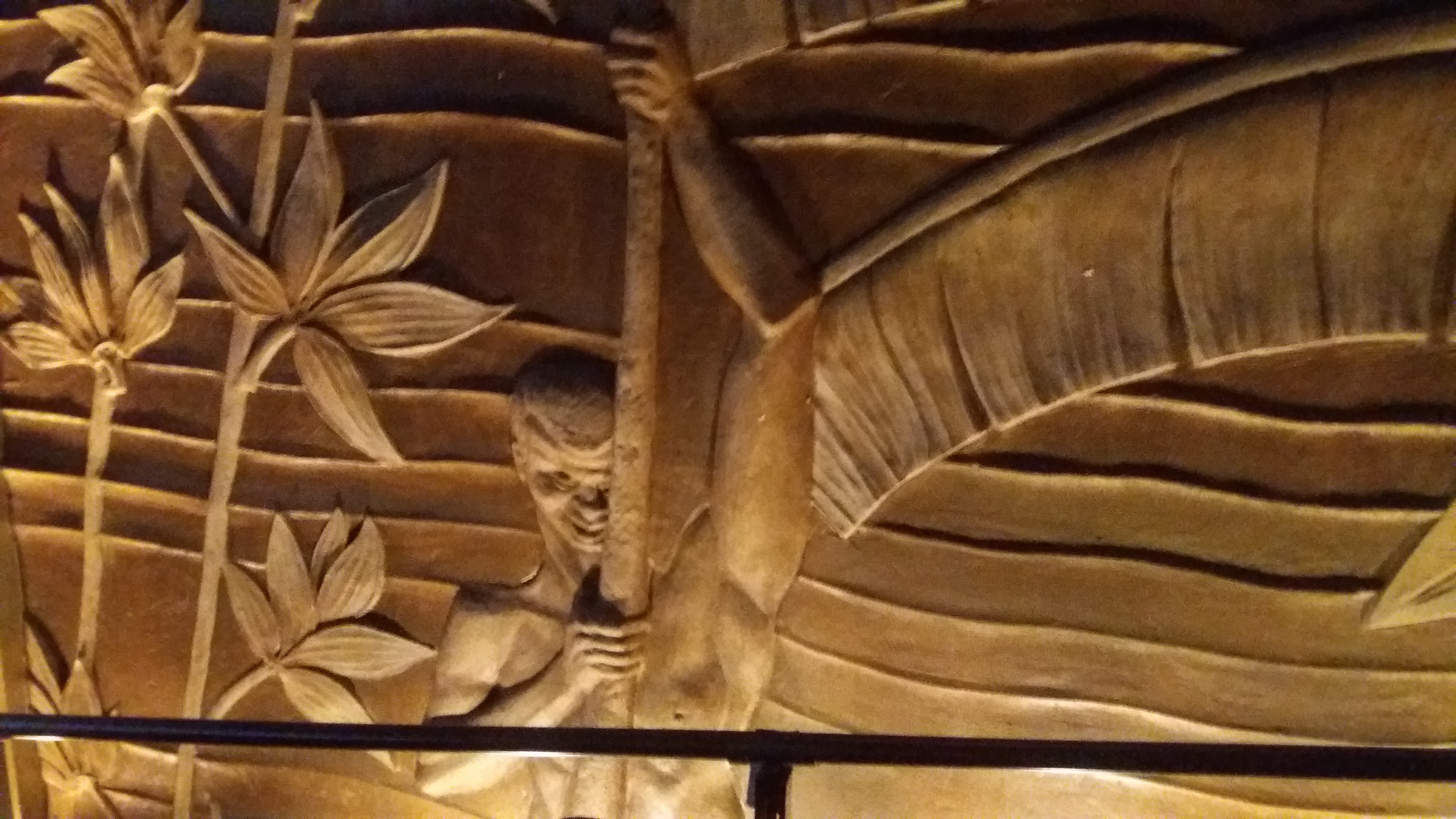
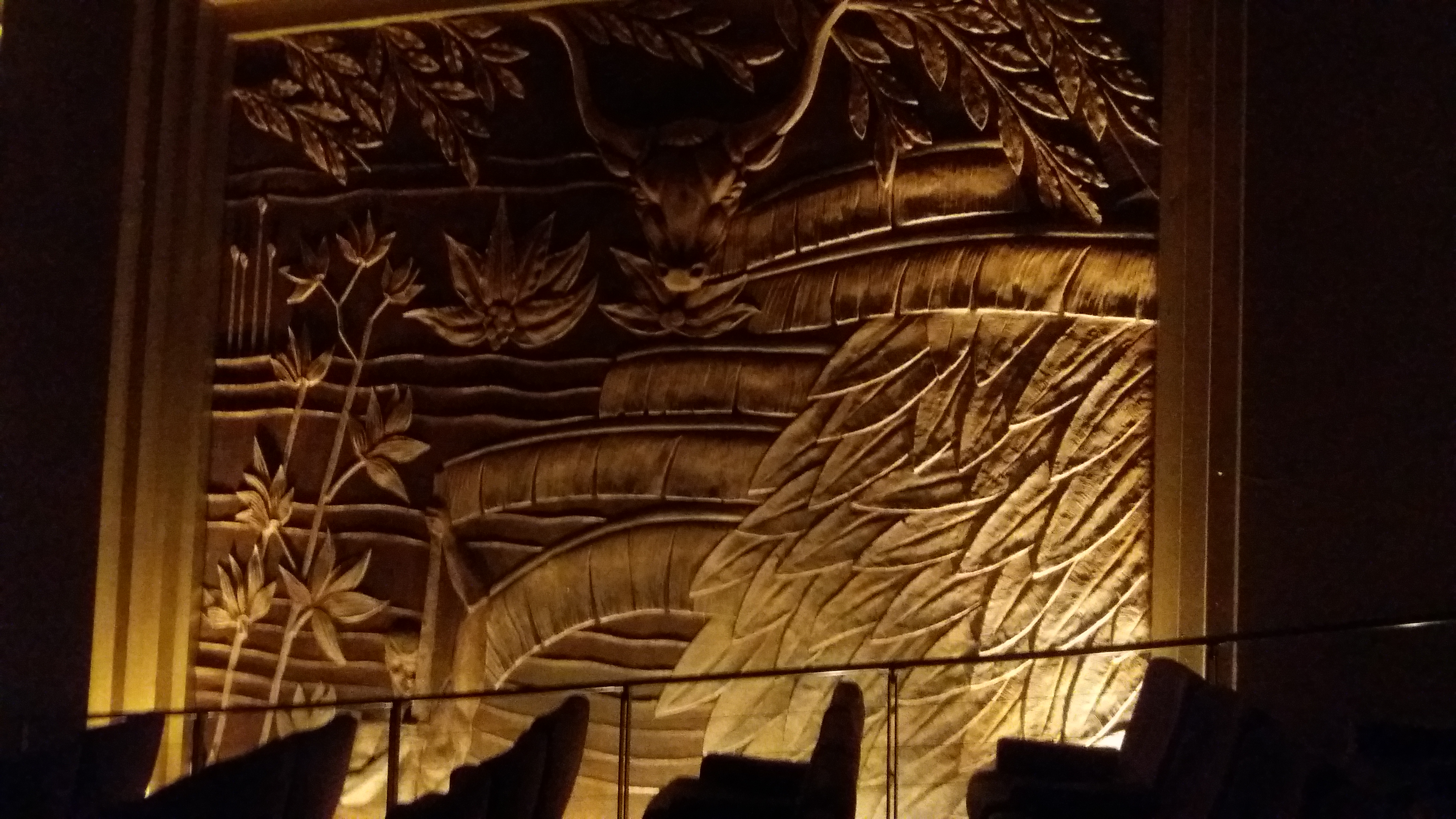
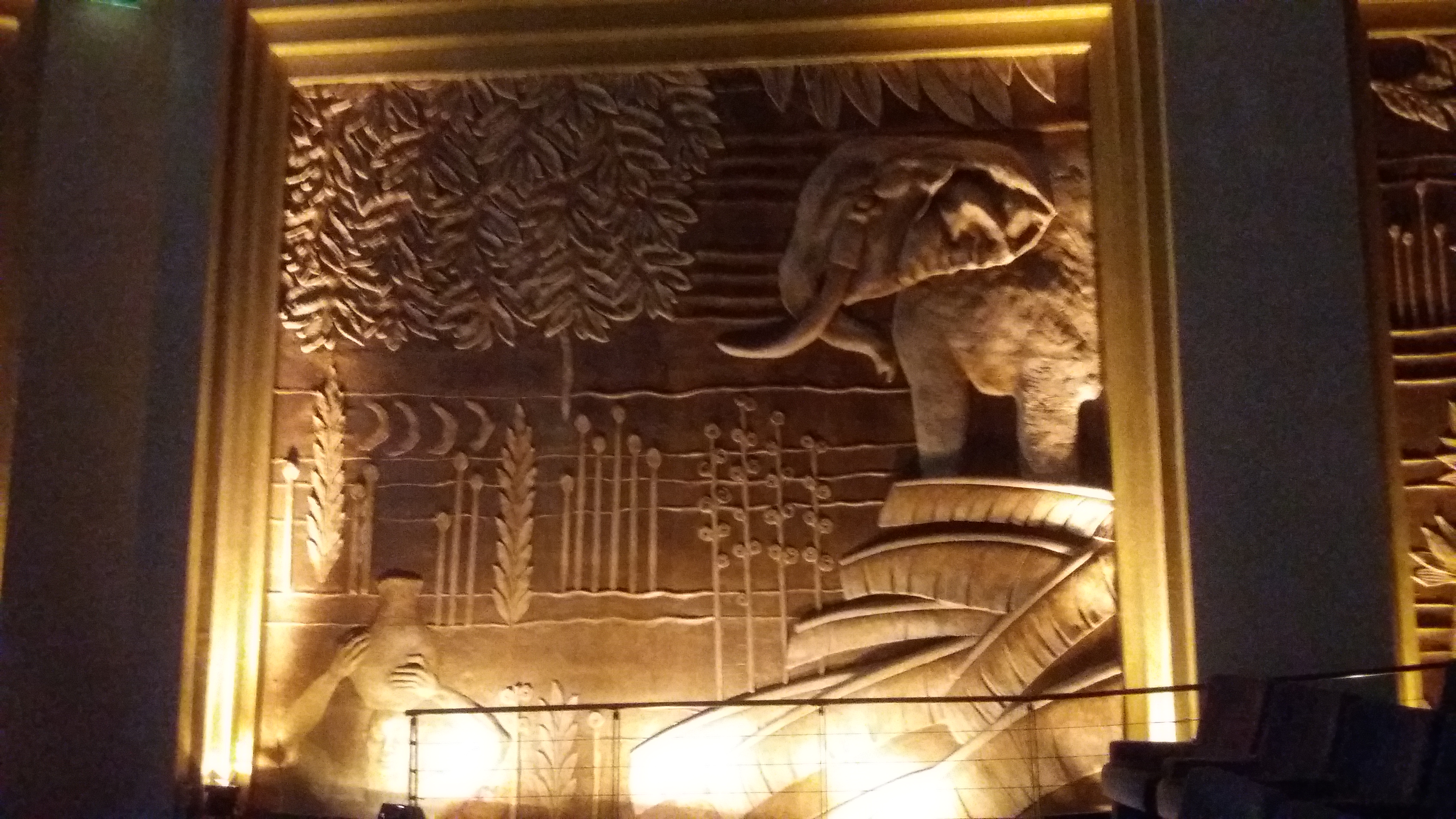
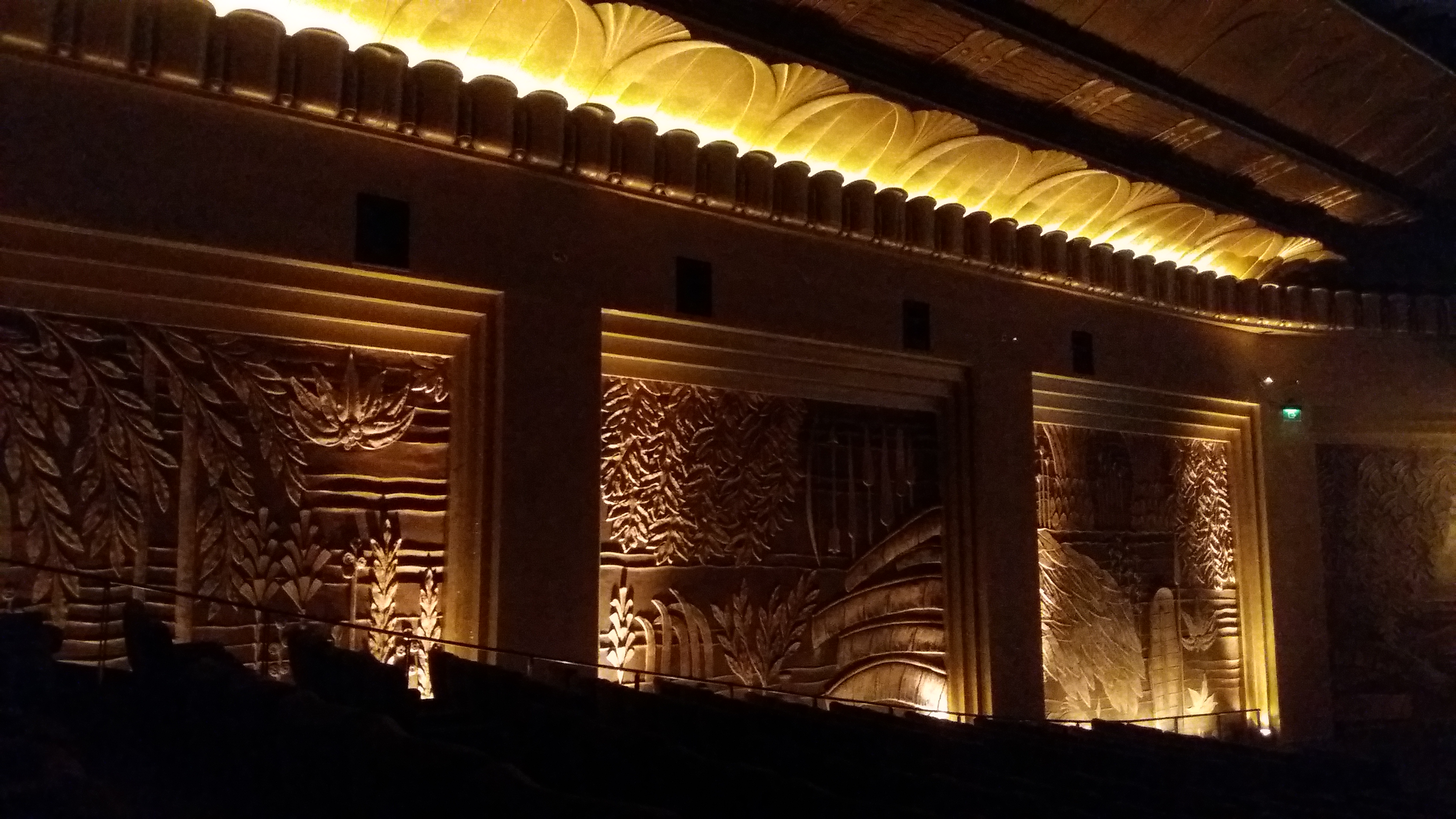
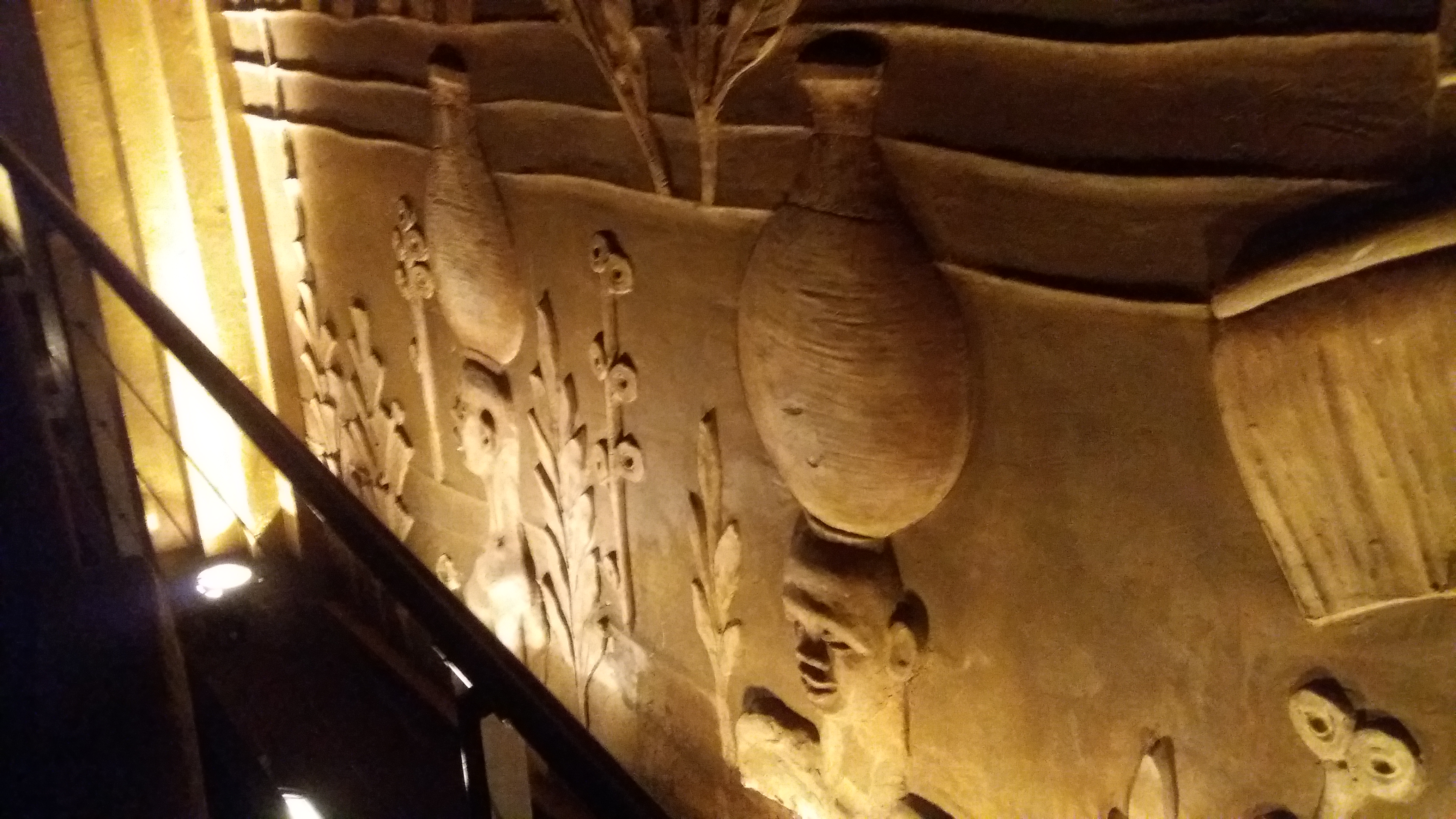
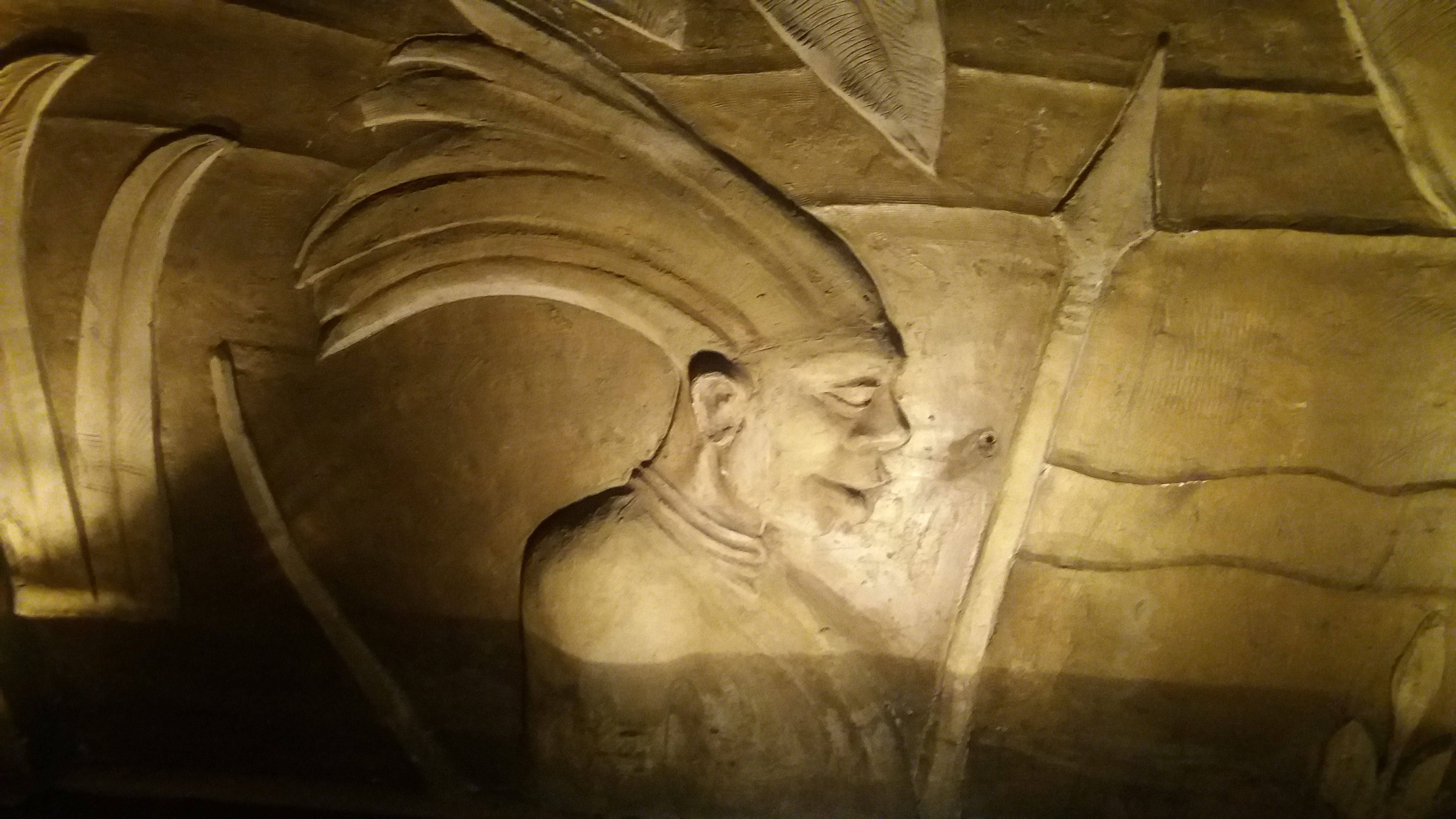